# Radiologia della patologia oncologica dello scheletro
La radiologia della patologia oncologica dello scheletro (radiologia tradizionale, ecografia, tomografia computerizzata, imaging a risonanza magnetica) è un utile ausilio al clinico per definire la natura e l'aggressività delle lesioni tumorali localizzate a livello delle ossa. In questa voce sono elencati i tumori e le lesioni simil-tumorali di più frequente riscontro a livello scheletrico e per ognuna le metodiche radiologiche più impiegate nel loro studio.

## Valutazione radiologica dei tumori e delle lesioni simil-tumorali
La radiologia tradizionale, sebbene non sempre sia in grado di determinare la natura di una lesione espansiva ossea, è comunque in grado di fornire informazioni circa la velocità di crescita e l'aggressività delle lesioni sospette. Queste informazioni, unite alla clinica, permettono quasi sempre una corretta diagnosi. Tuttavia non tutte le lesioni con aspetto radiologico aggressivo in realtà poi sono davvero maligne (lo stesso discorso vale anche al contrario, come verrà illustrato nei paragrafi successivi). Crescita e aggressività sono valutate mediante le tecniche di diagnostica per immagini esaminando i seguenti aspetti morfologici:
- la distruzione ossea può avere margini netti ed essere ben delimitata dall'osso circostante (geografica, tipico delle lesioni a crescita lenta), oppure tarlante (multiple aree adiacenti che insieme formano un margine irregolare) o permanente (con margini non ben definiti, aspetto tipico delle lesioni più aggressive);
- la reazione dell'osso circostante se presente indica un accrescimento lento ("orletto sclerotico");
- la corticale può apparire espansa, erosa, interrotta o permeata. Una corticale maggiormente distrutta è indice di maggiore aggressività;
- la presenza di periostosi è un altro indice di crescita lenta. Se è presente erosione corticale, una lesione aggressiva può anche scollare il periostio dalla sua sede naturale (triangolo di Codman). Se l'aggressività è poi estremamente elevata è possibile anche osservare la comparsa di strie sottili di osso neoformato (aspetto a bratte di cipolla, a raggi di sole o a pettine);
- matrice della lesione (ossia lo studio del suo contenuto). Un contenuto liquido spesso fa pensare ad esempio a una cisti, ma è possibile trovare anche cartilagine, osso, oppure altro (es. tessuto fibroso, metastasi, ecc.);
- la sede delle lesioni (sia nell'intero ambito scheletrico sia la porzione del singolo osso che viene colpita) è inoltre estremamente importante in quanto sedi diverse correlano con differenti lesioni in funzione dell'età, del sesso e della clinica del paziente. Anche la posizione sul piano trasversale (centrale, eccentrica, corticale o iuxtacorticale) aiuta nella diagnosi differenziale;
- il numero delle lesioni[1].

## Lesioni simil-tumorali
Le lesioni cistiche dell'osso sono le seguenti:

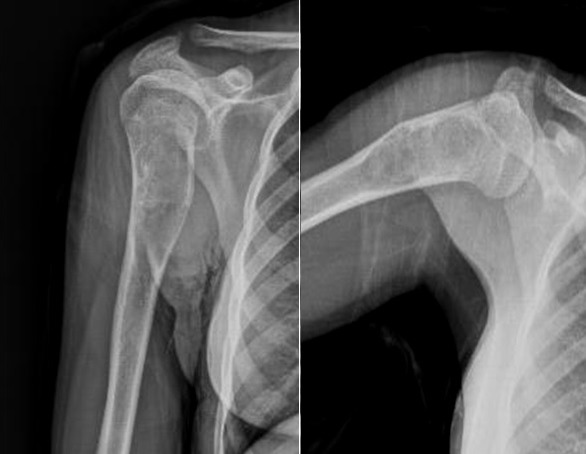
Radiografia di una cisti ossea semplice localizzata a livello della porzione prossimale dell'omero in un bambino di 13 anni

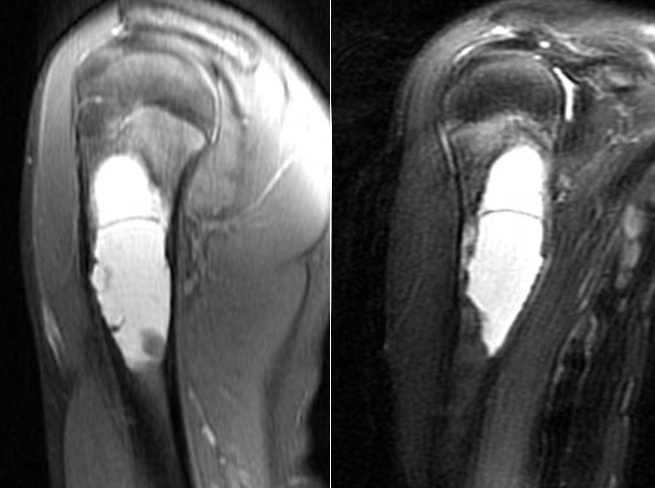
La stessa lesione mostrata a sinistra vista mediante RM utilizzando una sequenza T2 pesata. La lesione, a contenuto liquido, appare iperintensa

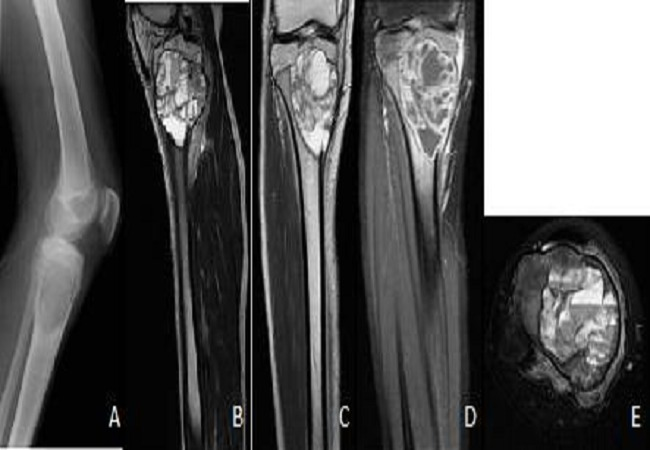
Cisti aneurismatica localizzata a livello della porzione prossimale della tibia vista mediante radiografia (A) e mediante RM con sequenze pesate in T1(B), T2(C), T1 dopo somministrazione di mezzo di contrasto (D) e T2 FATSAT

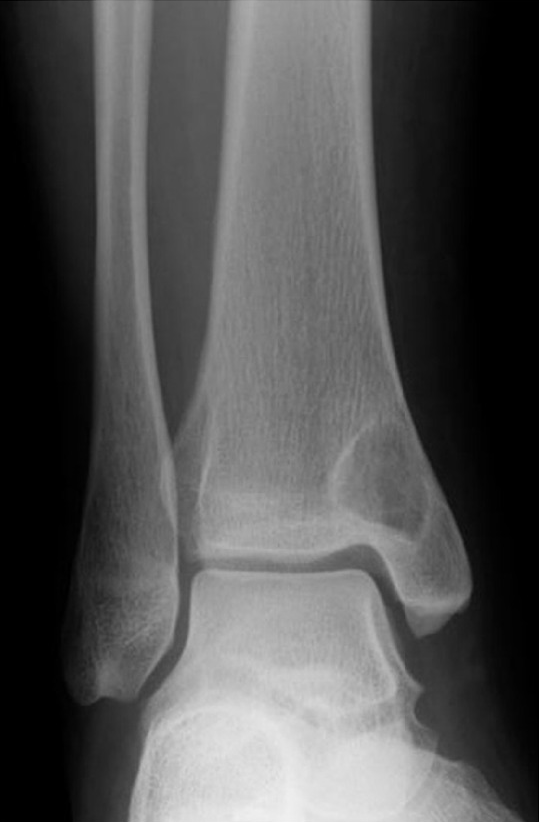
Ganglio intraosseo a livello della porzione distale della tibia rilevato mediante radiografia. La lesione appare osteolitica e circondata da un orletto sclerotico.

- cisti ossea semplice: può essere solitaria o multiloculare. La patogenesi è sconosciuta (forse secondaria a ostruzione vasale che causa edema e rimodellamento osseo) e si presenta molto frequentemente nella popolazione. Tipicamente sono presenti nella popolazione maschile in età giovane-adulta (primo e secondo decennio di vita) a livello delle metafisi delle ossa lunghe e specie a livello di omero, femore e tibia. Queste lesioni all'esame radiologico standard appaiono radiotrasparenti, in posizione centrale sul piano trasversale e spesso circondate da reazione osteoaddensante dell'osso circostante. La RM evidenzia molto bene il contenuto liquido di queste lesioni mentre la TC può essere usata per studiare i distretti anatomicamente più complessi. Spesso queste cisti (di norma clinicamente silenti) si manifestano dando fratture patologiche[2].
- cisti ossea epidermoide: è molto meno comune della cisti semplice, da cui differisce perché il suo lume è rivestito da un epitelio squamoso che secerne nella cavità fluido sebaceo, che si miscela con la cheratina derivante dallo sfaldamento dell'epitelio stesso. Molto probabilmente queste cisti sono dovute a impianto di tessuto ectodermico in sede ectopica, ad esempio a causa di un trauma. Tipicamente queste cisti si osservano a livello del cranio e delle falangi. L'aspetto radiologico è simile a quello della cisti semplice, con a volte reazione dei tessuti molli adiacenti[3].
- cisti aneurismatica: è più frequente nel primo e nel secondo decennio di vita, si manifesta clinicamente con dolore e tumefazione ed è costituita da cavità piene di sangue, che verosimilmente si creano a causa di un'ostruzione vasale o per la creazione di fistole artero-venose. Le metafisi delle ossa lunghe sono le sedi maggiormente interessate, seguiti dagli archi posteriori delle vertebre (specie dorsali). All'esame radiologico standard queste cisti appaiono come lesioni espansive osteolitiche. Può presentarsi anche interruzione della corticale e reazione del periostio, simulando un tumore maligno in quanto queste lesioni crescono rapidamente. L'angiografia consente di evidenziare l'aumentata irrorazione sanguigna a carico di queste cisti, mentre la TC è l'esame migliore per definirne estensione e caratteristiche. All'esame TC la cisti si presenta tipicamente con sepimenti interni e lobulata, oltre che con liquido all'interno (ben evidente anche con un esame RM)[4].
- ganglio intraosseo: si presenta in tutte le età come una lesione osteolitica simile ai geoidi tipici dell'osteoartrosi (ma di maggiori dimensioni) localizzata sotto le cartilagini a livello delle epifisi delle ossa lunghe (radio, tibia) e dell'acetabolo; a margini netti e con orletto sclerotico. Istologicamente queste cisti sono piene di materiale mucoso e circondate da tessuto connettivo[5].

## Tumori che producono tessuto osseo

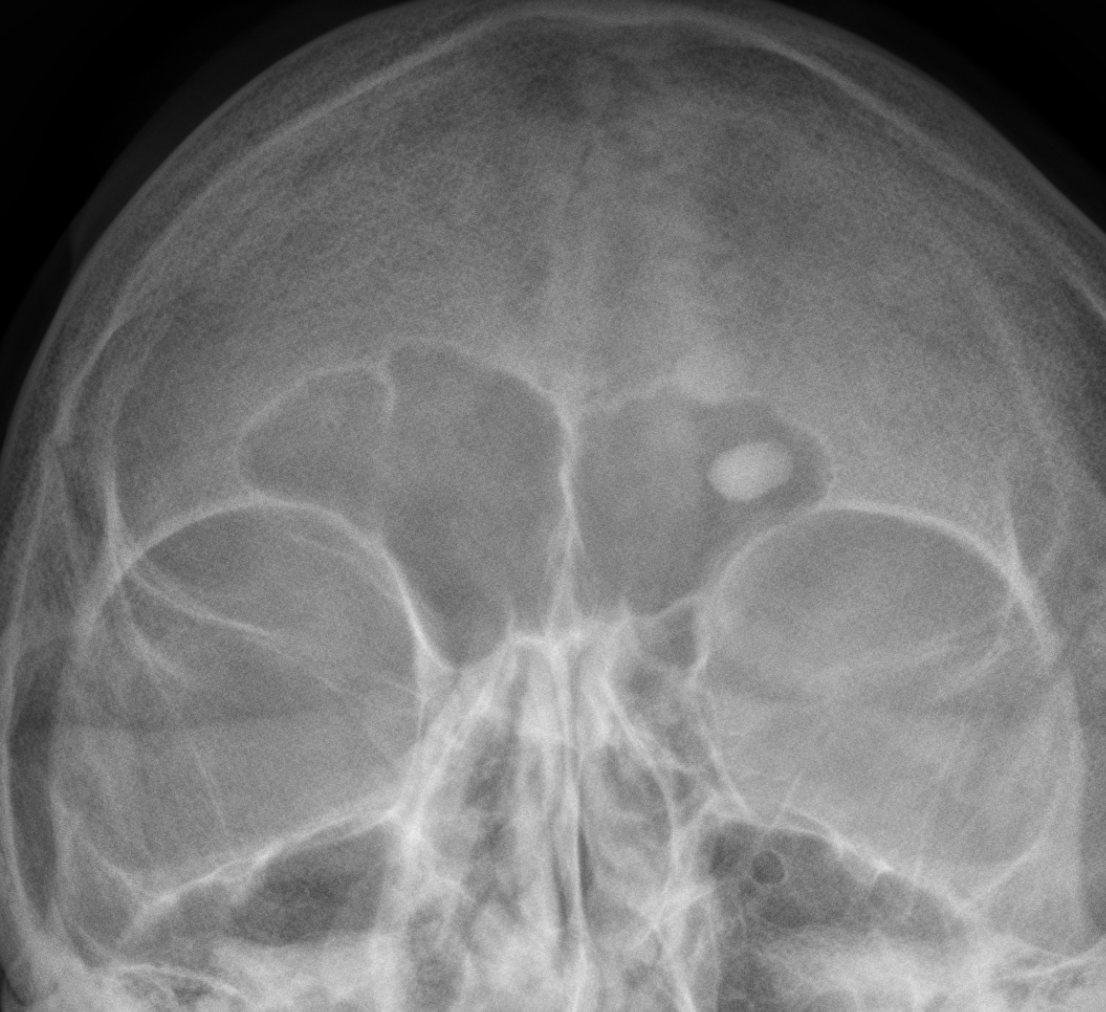
Osteoma del seno frontale sinistro rilevato mediante una radiografia in proiezione antero-posteriore. La lesione appare radiopaca rispetto all'aria che riempie il seno frontale ed omogenea

I tumori benigni dell'osso che producono tessuto osseo sono l'osteoma, l'osteoma osteoide e l'osteoblastoma; mentre quelli maligni ricadono sotto la definizione di osteosarcoma.

Gli osteomi sono costituiti da tessuto osseo compatto. Sono tipici dell'adulto e radiologicamente si presentano come lesioni molto radiopache, ma omogenee, con margini netti. Di solito si localizzano a livello delle ossa facciali e spesso protrudono nelle cavità aeree ini presenti (es. seni paranasali). Multipli osteomi si osservano nella sindrome di Gardner.

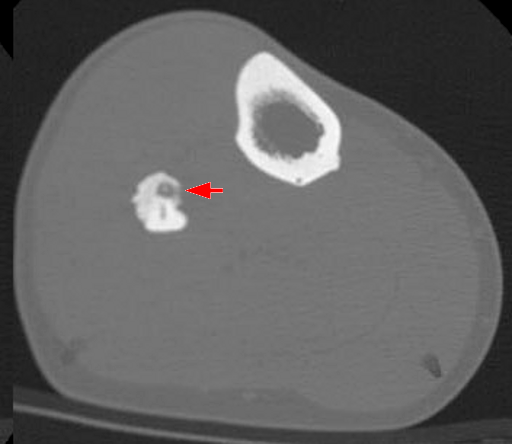
Osteoma osteoide rilevato mediante TC a livello della fibula ed evidente come una piccola lesione ipodensa con un "core" iperdenso

L'osteoma osteoide è tipico dei maschi fra il primo e il terzo decennio di vita e clinicamente ha una presentazione tipica (dolore notturno che si allevia dopo terapia con acido acetilsalicilico). Le sedi più colpite sono le diafisi di femore e tibia, oppure i peduncoli vertebrali. Radiologicamente si evidenzia come un'area trasparente (nidus) circondata da un orletto di sclerosi (che in alcuni casi è talmente estesa da nascondere la porzione centrale radiotrasparente) L'esame TC spesso consente di porre diagnosi, mentre l'esame RM spesso mostra a livello di queste lesioni edema perilesionale. La scintigrafia ossea, per la sua elevata sensibilità, spesso è dirimente nei casi dubbi (lesioni piccole) consentendo di indirizzare meglio le metodiche radiologiche.

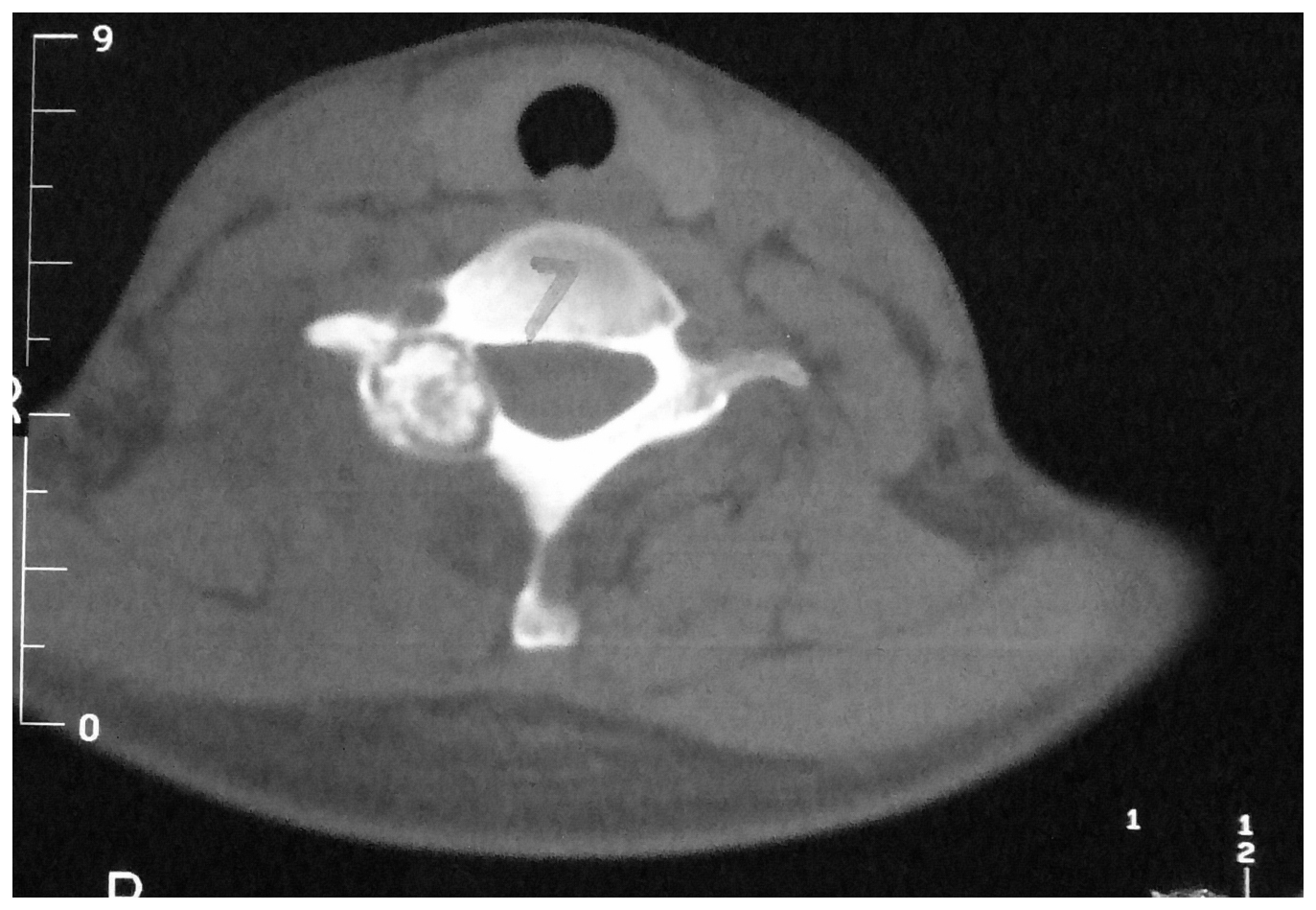
Osteoblastoma a livello della porzione posteriore della settima vertebra cervicale osservato mediante TC. La lesione appare ipodensa con calcificazioni iperdense nel suo contesto. Intorno alla lesione è possibile osservare un orletto di sclerosi non sempre ben definito (caratteristica di una forma di malattia aggressiva)

 L'osteoblastoma, seppur benigno, talvolta può mostrare un comportamento aggressivo, entrando in diagnosi differenziale con l'osteosarcoma. È più frequente nel secondo e terzo decennio di vita e si manifesta spesso a livello degli archi posteriori delle vertebre o delle diafisi delle ossa lunghe. In modo simile all'osteoma osteoide si presenta come un'area radiotrasparente circondata da un orlo di sclerosi, con spesso associate aree di ossificazione nella porzione centrale. L'esame TC spesso consente di caratterizzare bene queste lesioni, definendone anche l'aggressività (in tali casi si osserva rottura del periostio).

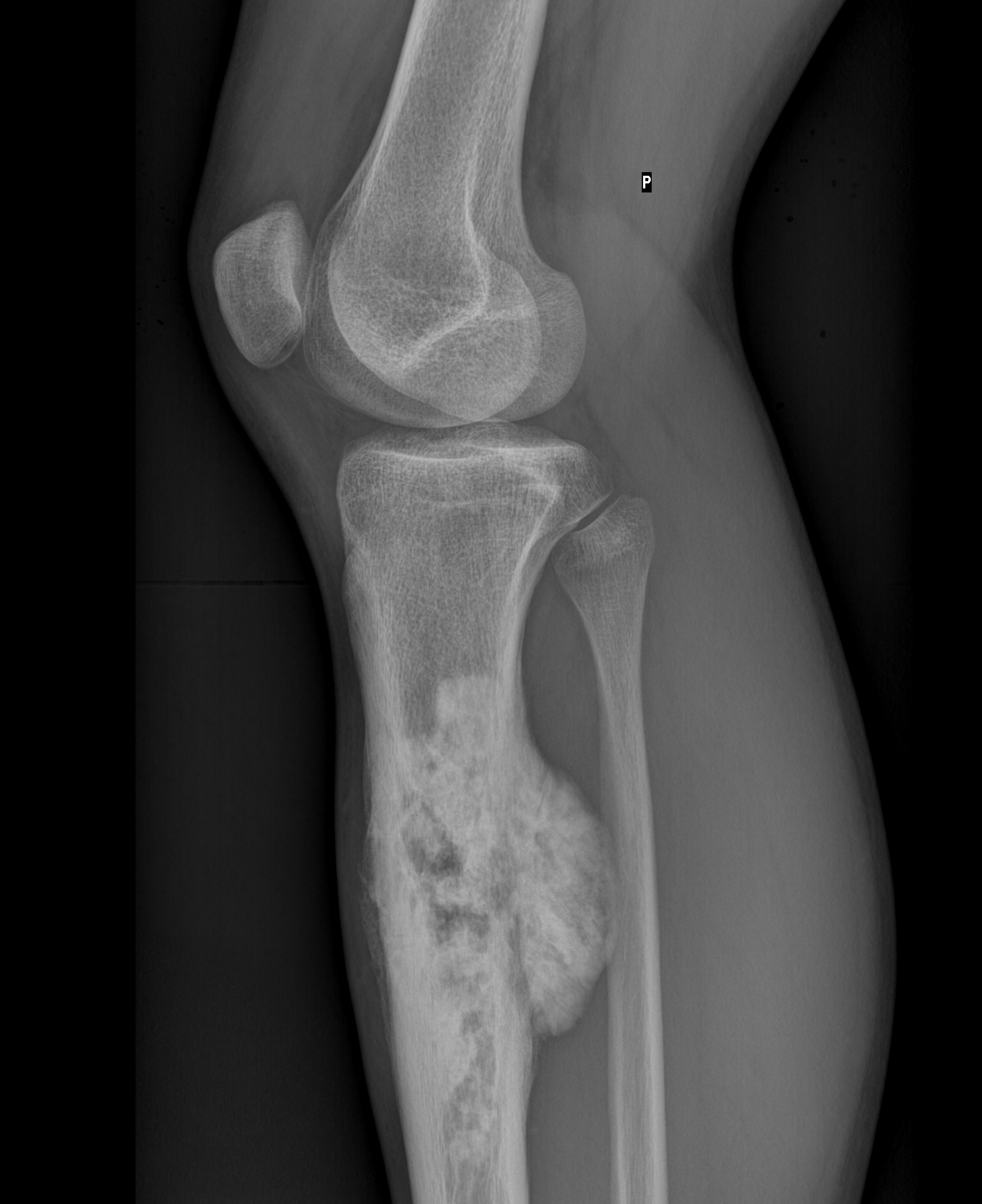
Osteosarcoma a livello della tibia

 L'osteosarcoma è il tumore maligno primitivo dell'osso più frequente. Presenta nel suo contesto apposizione di nuova matrice ossea con vari gradi di mineralizzazione. È una patologia più frequente nei maschi fra il secondo e il terzo decennio di vita. Una sede frequente è a livello del ginocchio, nella regione metafisaria. Radiologicamente si presenta come una lesione aggressiva, disomogenea (per la presenza di osso con diverso grado di mineralizzazione) a margini mal definitivi e con rapida distruzione della corticale e scollamento del periostio (triangolo di Codman). Nella variante teleangectasica spesso le cavità di osteolisi sono piene di sangue. La TC consente di valutare in modo preciso l'estensione locale della malattia, la sua aggressività e la composizione delle lesioni, mentre la RM è estremamente utile nel valutare l'estensione loco-regionale (le cosiddette skip lesions, cioè metastasi che si propagano per via ematogena fino ai distretti ossei vicini. Appaiono come lesioni ipointense nelle sequenze T1 pesate e iperintense in quelle T2 pesate). Anche la scintigrafia ossea e la PET con FDG possono essere utilizzate efficacemente per studiare le metastasi a distanza. La variante paraostale è tipica del terzo e quarto decennio di vita, ha prognosi peggiore e si localizza a livello della porzione distale del femore come una lesione radiopaca, con margini irregolari, che origina dalla corticale avvolgendola.

## Tumori che producono tessuto cartilagineo

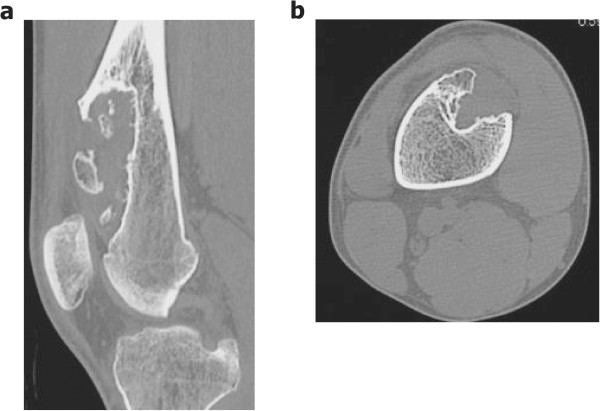
TC di un condroma localizzato a livello della superficie anteriore del femore. Notare le calcificazioni nel suo contesto.

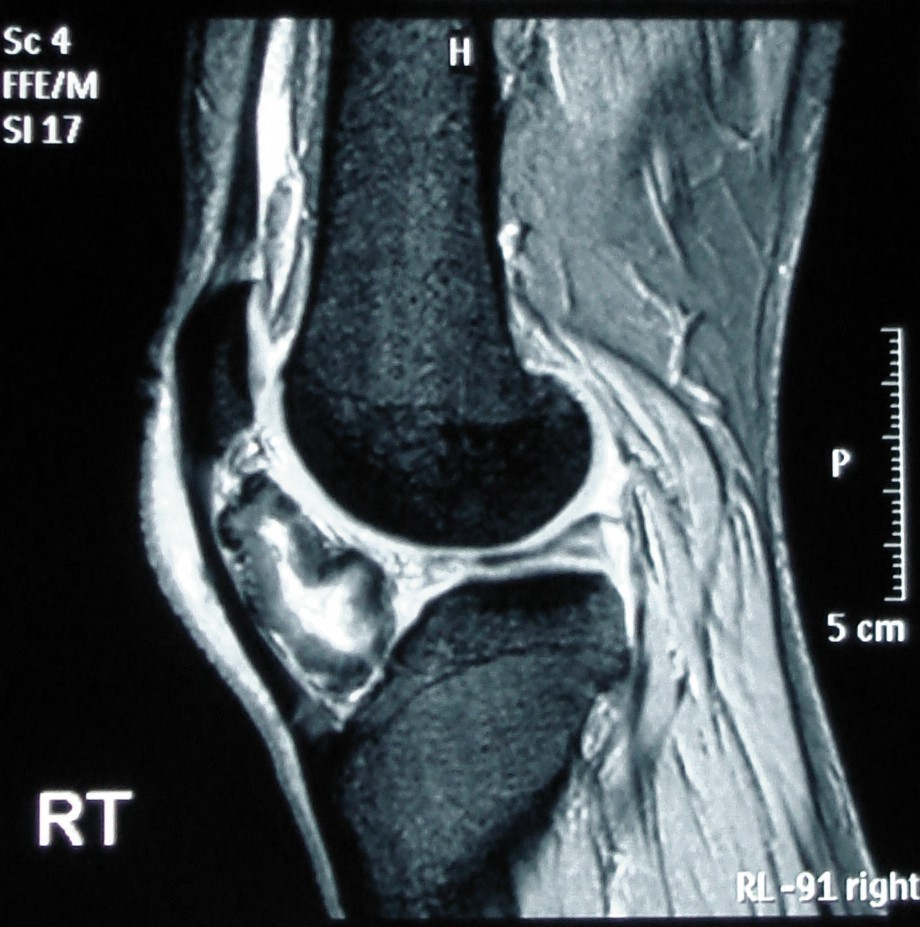
Osteocondroma a livello del ginocchio osservato mediante RM

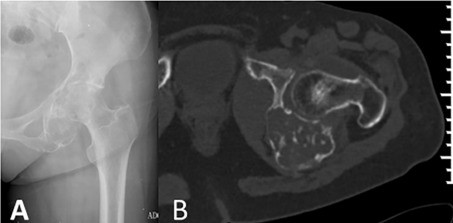
Immagini RX e TC di un condrosarcoma della pelvi. All'esame radiografico (A) si evidenzia una minima reazione periostale. Alla TC (B) si osserva invece una lesione osteolitica a margini mal definiti e con calcificazioni nel suo contesto.

I tumori benigni dell'osso che producono tessuto cartilagineo sono il condroma e l'osteocondroma, quelli maligni sono rappresentati da condrosarcoma.
Il condroma può localizzarsi all'interno di un osso (encondroma) o sulla sua superficie (eccondroma). Possono essere rilevati condromi multipli nell'ambito di alcune sindromi (sindrome di Ollier, sindrome di Maffucci se associati anche emangiomi dei tessuti molli). Gli encondromi sono frequenti nella popolazione e si sviluppano di solito all'interno di un osso lungo (es. falangi delle mani a livello delle metafisi). Sono lesioni a margini netti, lobulate, quasi mai aggressive, con espansione della corticale e calcificazioni circolari, tipiche del tessuto cartilagineo. La probabilità di trasformazione maligna aumenta con l'aumento delle dimensioni delle lesioni e del loro numero.
L'osteocondroma è una protuberanza ossea ricoperta da cartilagine che cresce a partire dalle cartilagini di accrescimento, di solito non dolorosa (salvo l'instaurarsi di flogosi per compressione dei tessuti adiacenti). La diagnosi non è difficile anche con la radiologia tradizionale, tuttavia TC e RM sono utili per valutare lo spessore della cartilagine (che non deve superare il centimetro).
Il condrosarcoma colpisce soggetti adulti dal terzo al sesto decennio di vita, può avere localizzazione centrale o periferica e di solito colpisce la metafisi femorale, l'ileo, le coste e la scapola. Tipicamente presenta calcificazioni ad anello e può presentare vari gradi di aggressività. La TC è la tecnica migliore per caratterizzare queste lesioni, mentre la RM consente di valutare il coinvolgimento dei tessuti molli adiacenti e la loro compressione. Questo tumore capta sia i difosfonati marcati utilizzati per la scintigrafia ossea sia il fluorodesossiglucosio utilizzato in.

## Tumori che producono tessuto fibroso

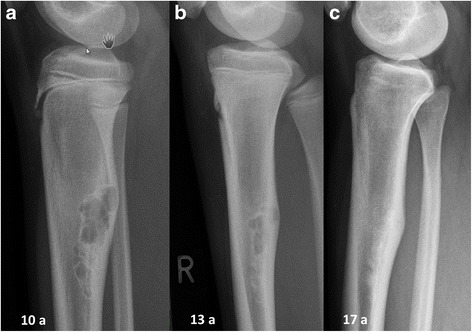
Fibroma non ossificante a livello della tibia prossimale rinvenuto in una ragazzina di 10 anni mediante radiografia e sottoposto a follow up. Col tempo la lesione tende a spostarsi distalmente. A 13 anni si osserva l'inizio di un processo di ossificazione, con comparsa di un orletto di sclerosi. Nel radiogramma eseguito a 17 anni la lesione è scomparsa, sostituita da un'area di osteosclerosi.

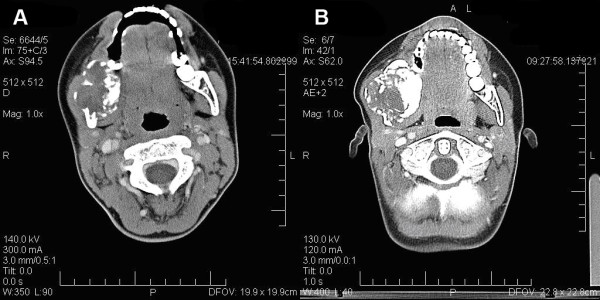
Fibrosarcoma della mandibola di un bambino rilevato mediante TC. L'immagine A, acquisita alla diagnosi, mostra una lesione osteolitica con rottura della corticale ossea, che appare dopo 4 mesi (immagine B) di dimensioni incrementate e con maggiori componenti sia iperdense che ipodense.

Il fibroma non ossificante è un tumore benigno molto frequente, solitamente trovato per caso eseguendo esami radiologici per altre ragioni su soggetti in età infantile sani. Si localizza di solito a livello delle metafisi delle ossa lunghe, per poi spostarsi in regione diafisaria durante l'accrescimento. Radiologicamente si presenta come un'area radiotrasparente di forma ovale, con a volte un orletto sclerotico intorno, in posizione eccentrica e senza reazione del periostio.
Il fibrosarcoma è un tumore maligno dell'osso raro, composto da tessuto fibroso, senza produzione di matrice ossea. Di solito esordisce nel terzo o quarto decennio di vita nelle stesse sedi dell'osteosarcoma. Radiologicamente si evidenzia come aree di osteolisi tarlante, con sclerosi e reazione periostale scarsa. La matrice non è caratterizzabile con le tecniche radiologiche.

## Tumori da istiociti

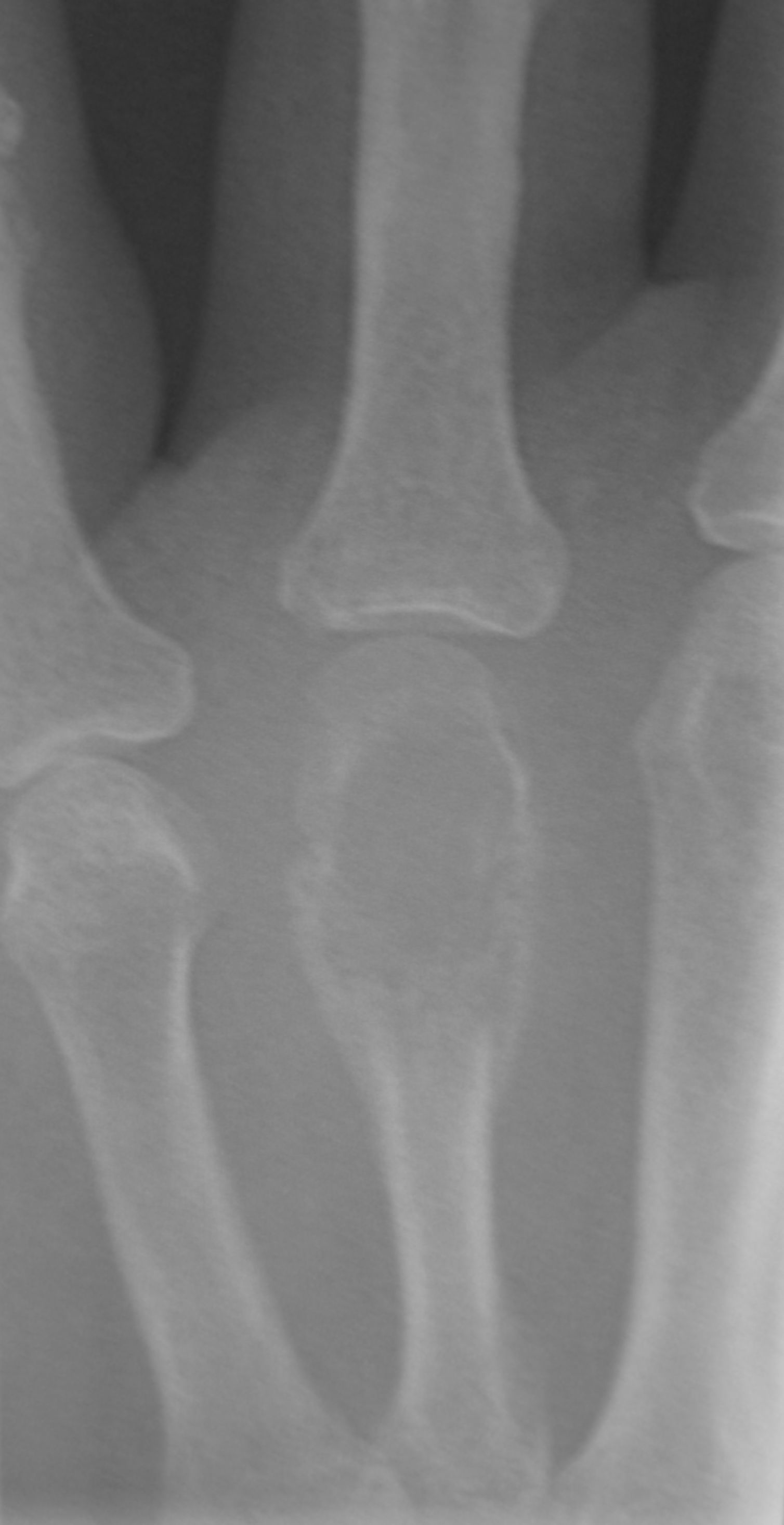
Tumore gigantocellulare del 4°metacarpo della mano sinistra rilevato mediante radiografia. Per la sede e l'aspetto tale lesione può essere confusa con un encondroma

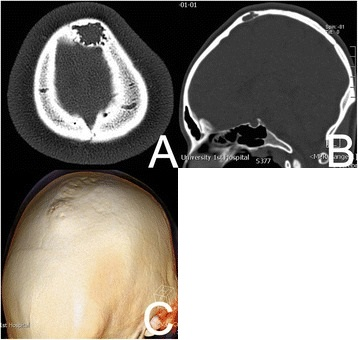
Istiocitoma fibroso benigno dell'osso parietale rilevato mediante TC. Si evidenzia una lesione osteolitica, a margini ben definiti, circondata da un orletto di sclerosi. (A: immagine assiale, B: immagine sagittale, C: render 3D)

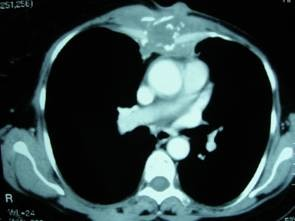
Istiocitoma fibroso maligno dello sterno rilevato mediante TC in una paziente sottoposta a radioterapia 19 anni prima per un'eteroplasia mammaria. Si rileva una lesione osteolitica aggressiva che distrugge la corticale ossea ed infiltra i tessuti circostanti.

Gli istiociti sono cellule del sistema immunitario adibite alla fagocitosi dei microorganismi patogeni e del materiale estraneo. Fanno parte della linea monocito-amacrofagica, il cui principale rappresentante presente a livello del tussuto osseo è l'osteoclasto. Il tumore benigno dell'osso in cui la cellula tumorale è l'istiocita è chiamato istiocitoma fibroso, mentre quelli maligni includono l'istiocitoma fibroso maligno e il tumore gigantocellulare.
L'istiocitoma fibroso è simile istologicamente al fibroma non ossificante, ma si manifesta dopo i 20 anni a livello di epifisi e diafisi delle ossa lunghe. Radiologicamente appare come un'area di osteolisi circondata da osteosclerosi.
L'istiocitoma fibroso maligno di solito insorge nel contesto di osso già malato (es. malattia di Paget) fra il quinto e il sesto decennio di vita, localizzandosi a livello delle metafisi delle ossa lunghe, in regioni simili a quelle tipiche dell'osteosarcoma. Differisce dal fibrosarcoma a livello istologico solo per la disposizione delle cellule che lo costituiscono e radiologicamente si presenta in modo simile (aree di osteolisi tarlante, mal delimitate, corticale erosa, minima reazione periostale e matrice non caratterizzabile).
Il tumore gigantocellulare istologicamente è composto da cellule giganti multinucleate associate a cellule più piccole dello stroma. Si manifesta nel terzo e quarto decennio di vita a livello delle metafisi delle ossa lunghe (specie a livello del ginocchio). Radiologicamente appare come una lesione osteolitica, in posizione eccentrica, con corticale assottigliata e rigonfia. A seconda del grado di interruzione della corticale, valutato meglio mediante la TC, è distinto in varie forme cliniche (calma, attiva e aggressiva). La RM è utile invece per evidenziare il coinvolgimento extraosseo o presenza di liquido.

## Tumori che producono tessuto adiposo

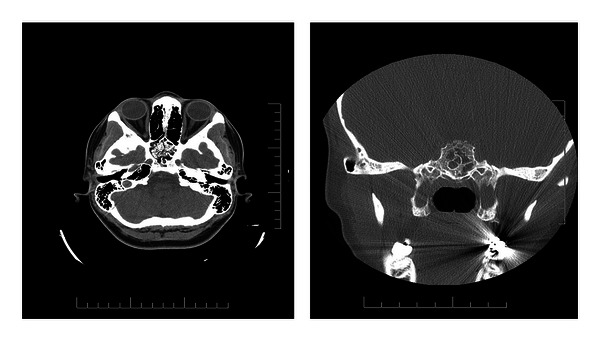
Lipoma intraosseo dello sfenoide. L'immagine TC evidenzia una lesione osteolitica a livello del seno sfenoidale con calcificazioni al centro e con una matrice con densità compresa fra -30 e -90 HU, indice di contenuto lipidico.

Il lipoma in sede ossea è una lesione molto rara che tipicamente si sviluppa nelle ossa lunghe con una cavità midollare e nel calcagno. Radiologicamente appare come una regione di osteolisi, circondata da un piccolo orletto sclerotico, con presenza al suo centro di un nidus radiopaco. Mediante la TC la matrice di questo tumore è facilmente caratterizzabile, vista la differente radiotrasparenza del tessuto adiposo rispetto a quelli circostanti.

## Tumori a origine vascolare

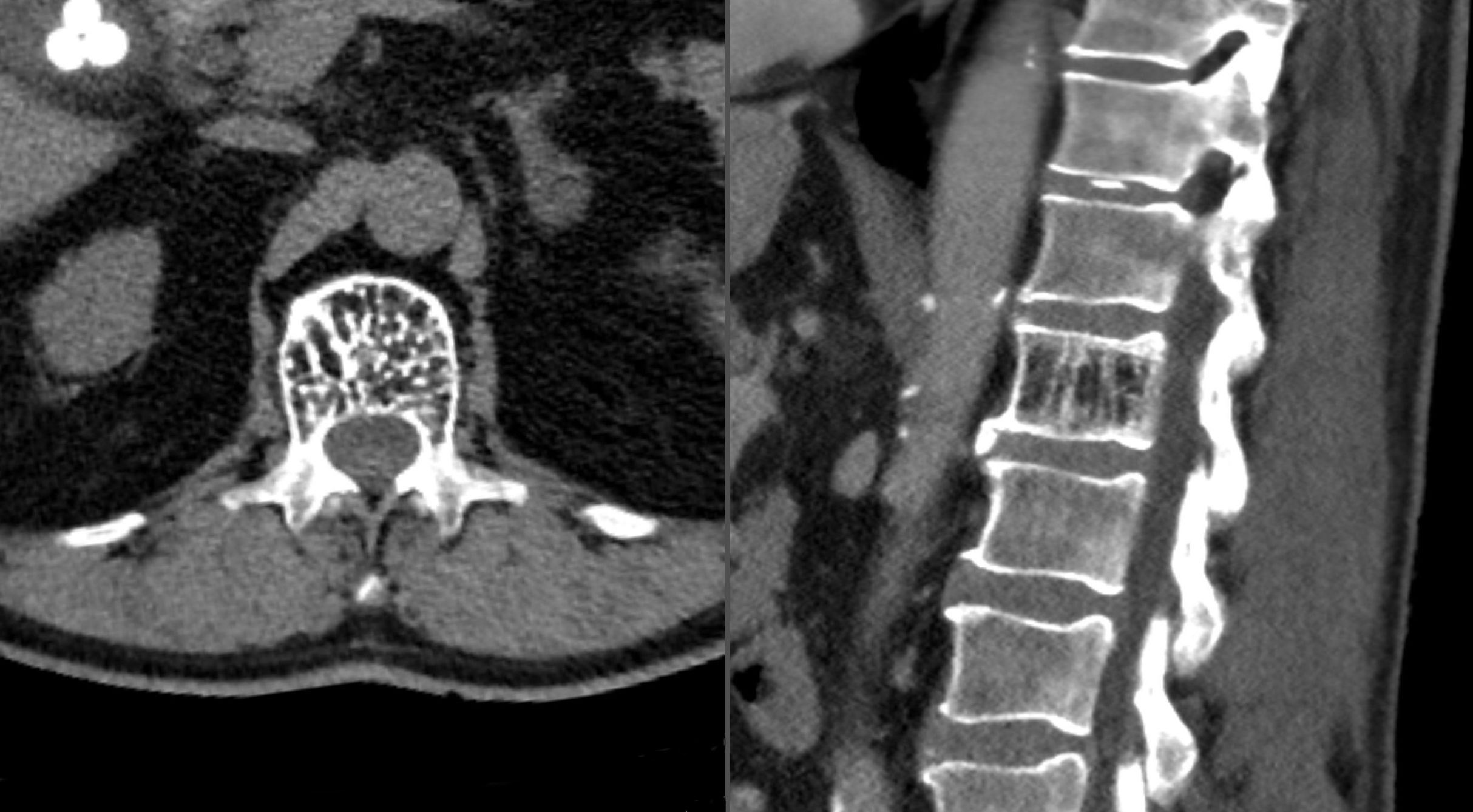
TC di un emangioma vertebrale. In sagittale è ben evidente l'aspetto "a palizzata" della vertebra coinvolta

I tumori ossei benigni che originano dalle cellule endoteliali (cioè quelle che compongono i capillari e la parete interna dei vasi sanguigni più grandi) sono detti emangiomi se benigni, angiosarcomi se maligni.
L'emangioma osseo è tipico dell'età adulta e si sviluppa di solito a livello delle vertebre e del cranio. A livello vertebrale radiologicamente presenta nel suo contesto trabecole a disposizione verticale e inspessite (vertebra a palizzata), mentre nelle altre sedi l'emangioma appare come un'area di radiotrasparenza con trabecole disposte radialmente, associate ad assottigliamento ed espansione della corticale. Queste lesioni aumentano il rischio di frattura patologica del distretto colpito. La TC è particolarmente utile nel valutare le lesioni vertebrali.
L'angiosarcoma osseo è un tumore maligno raro che più spesso colpisce le ossa lunghe degli arti inferiori. Radiologicamente appare come aree di osteolisi multiple, senza reazione osteosclerotica dell'osso circostante.

## Leucemie e linfomi

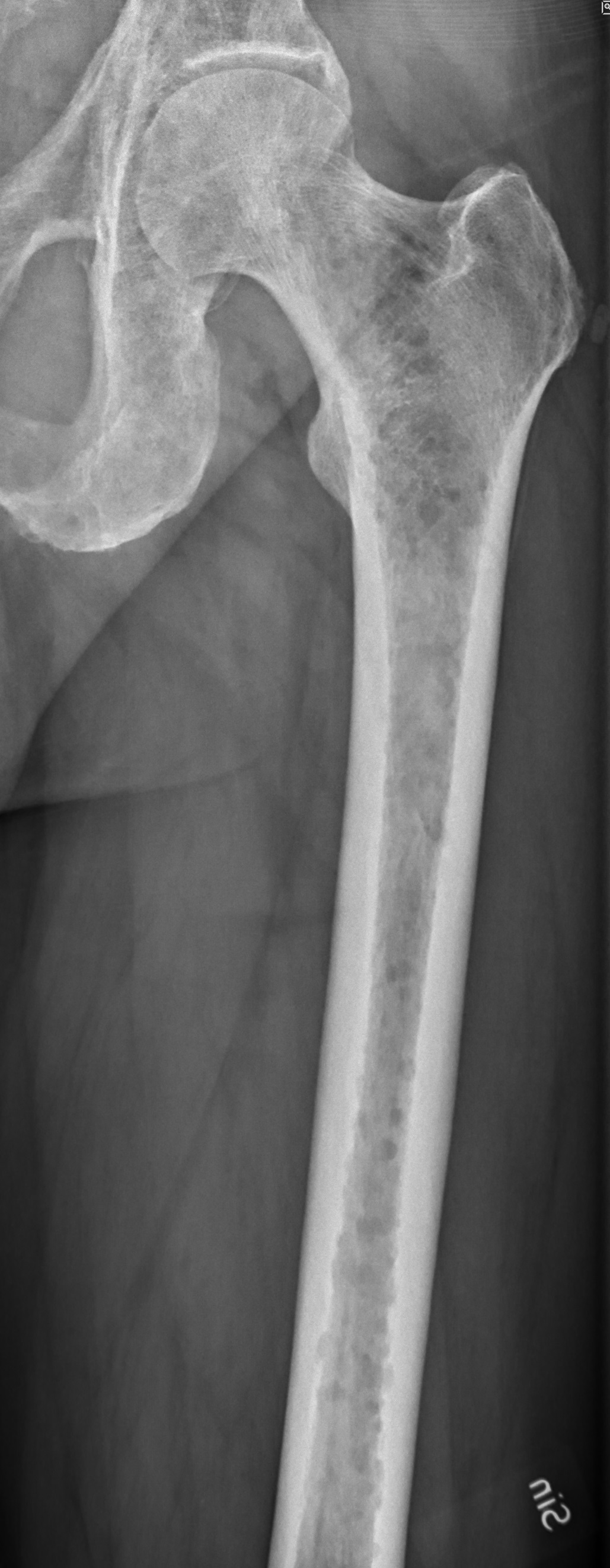
Radiografia di un femore con multiple localizzazioni di mieloma

Alcuni tumori ematologici, pur non avendo localizzazioni scheletriche, possono dare quadri tipici a livello osseo. La leucemia acuta infantile ad esempio porta a osteoporosi diffusa, con assottigliamento diffuso della corticale delle ossa lunghe, comparsa di strie metafisarie radiotrasparenti, in associazione ad aree di osteolisi circondate da reazione periostale. Nelle leucemie dell'adulto queste manifestazioni sono simili, ma meno gravi.

Radiografia della tibia di un bambino con sarcoma di Ewing: la freccia evidenzia evidenzia l'area osteolitica, con la tipica reazione periostale.

Nel linfoma di Hodgkin la malattia può interessare l'osso, specie a livello dei corpi vertebrali, ove si manifesta come aree di osteolisi che possono portare al crollo delle vertebre coinvolte. Se nell'ambito di queste lesioni prevale la reazione osteosclerotica all'azione distruttrice indotta dalle cellule neoplastiche si può osservare anche osteosclerosi (vertebra d'avorio).

## Tumori a plasmacellule
Il tipico tumore maligno composto da plasmacellule è il mieloma multiplo; questa neoplasia si manifesta di solito dal quarto all'ottavo decennio di vita. Radiologicamente le lesioni ossee da mieloma appaiono come aree di osteolisi rotonde, a margini netti e prive di orletto sclerotico. La malattia colpisce principalmente il cranio, le vertebre (ove spesso risparmia gli archi posteriori, segno tipico di questa patologia) e le coste. TC e RM sono molto utili per valutare il coinvolgimento.
Il plasmacitoma si manifesta clinicamente come una lesione simil-mieloma solitaria che tende a espandersi, e che presenta nel suo contesto grossolane trabecolature residue. In tale caso la radiologia tradizionale spesso consente solo di porre diagnosi tardive, mentre la RM mostra maggiore sensibilità.

## Sarcoma di Ewing
Il sarcoma di Ewing è un tumore maligno abbastanza frequente fra i giovani di razza bianca fino al terzo decennio di vita. Colpisce tutti i segmenti scheletrici, ma soprattutto la metafisi femorale, l'ileo, la tibia, il perone e le coste. Radiologicamente si presenta come un'area di osteolisi permeante, con frequente associazione a reazione periostale del tipo a bratte di cipolla o a palizzata; spesso si osserva inoltre invasione dei tessuti molli adiacenti (ben rilevabile mediante TC e RM). Alla scintigrafia ossea e alla PET con fluorodesossiglucosio il tumore si presenta avidamente captante.

## Cordoma
Il cordoma è un tumore localmente aggressivo che origina da residui della notocorda, manifestandosi di solito a livello del sacro, dal terzo al sesto decennio di vita, come lesioni osteolitiche associate a invasione dei tessuti molli adiacenti e distruzione della corticale.

## Metastasi

metastasi osteoaddensanti da carcinoma prostatico (frecce)

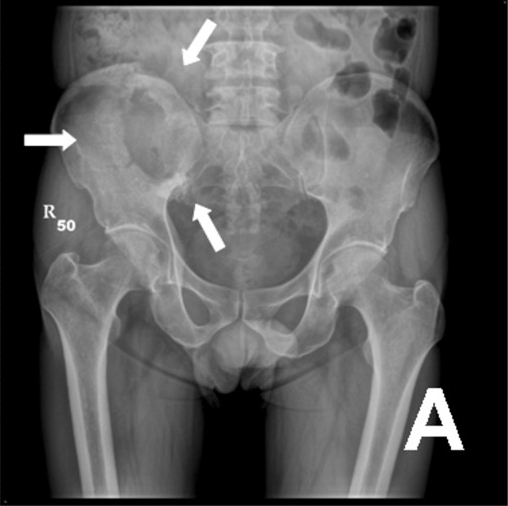
Grossa metastasi osteolitica a livello dell'ala iliaca di destra (frecce)

Le metastasi da tumori ossei originatesi in altri distretti corporei sono le lesioni tumorali di più frequente riscontro a livello osseo. I tumori che più frequentemente danno queste lesioni sono i carcinomi del polmone, della prostata e della mammella; ma anche tumori primitivi a carico del colon-retto, del rene, del pancreas e della tiroide possono fare lo stesso.
Le metastasi ossee radiologicamente si manifestano in modo differente a seconda del tumore primitivo da cui originano. Le metastasi da carcinoma prostatico si manifestano tipicamente come lesioni osteoaddensanti (per questo appaiono molto captanti alla scintigrafia ossea), mentre quelle da primitività polmonare spesso appaiono miste (caratterizzate da regioni di osteolisi frammiste a osteosclerosi reattiva, anche queste captano alla scintigrafia ossea), mentre altri tumori (come quello di origine renale) danno lesioni metastatiche osteolitiche (che, per tale ragione, non captano alla scintigrafia ossea).
Oltre al grado di radiotrasparenza un altro aspetto da valutare sono il numero delle lesioni, i margini (se irregolari o sfumati sono indice di maggiore malignità) e l'eventuale presenza di reazione periostale. È inoltre opportuno ricercare sempre eventuali fratture patologiche o regioni che sono a rischio per tale evento (specie in distretti "delicati", come la testa del femore o il rachide). La RM è particolarmente utile per valutare l'eventuale compromissione midollare da metastasi vertebrali, mentre la scintigrafia ossea, per le neoplasie che presentano metastasi osteoaddensanti o miste, presenta sensibilità molto elevata (specificità altrettanto elevata è possibile ottenerla utilizzando la metodica SPECT-TC, che permette di combinare il dato scintigrafico con quello radiologico). La PET può essere anch'essa utilizzata a tale scopo utilizzando differenti traccianti a seconda del primitivo da studiare (per approfondimenti si rimanda alla pagina dedicata).